# Avan
Avan (en rus: Аван) és un poble del krai de Khabàrovsk, a Rússia, que el 2018 tenia 714 habitants. Pertany al districte rural de Viàzemski.